# O'Donnell
O'Donnell är en gammal gaelisk hövdingsläkt från Ulster, där den härskade över grevskapet Donegal.
Ättens huvudman kallades för de sina The O'Donnell och innehade den engelska titeln Lord of Tyrconnel. Berömd för sin kamp mot engelsmännen blev Hugh Roe O'Donnell (1572-1602) som hade spansk hjälp i sin kamp. Efter hans död slöt brodern Rory O'Donnell (1575-1608) fred med Jakob I, blev earl men måste fly ur landet, anklagad för politiska stämplingar. Då släkten slöt sig till Jakob II mot Vilhelm av Oranien måste O'Donnell efter slaget vid Boyne 1690 gå i främmande tjänst. Daniel O'Donnell (1666-1735) slutade som fransk brigadgeneral. Karl O'Donnell (1715-1771), greve von Tyrconnel var general i österrikisk tjänst. Enrique José O'Donnell (1769-1834) blev spansk general och greve de La Bisbal efter en seger över fransmännen 1810 men måste senare på grund av politiska intriger fly till Frankrike. Leopoldo O'Donnell (1809-1867) greve av Lucena var spansk general, kämpade mot karlisterna, spelade en framträdande roll i politiken, ledde kriget mot Marocko och vann slaget vid Teután, vilket förskaffade honom titeln hertig av Tetuán. Hertigtiteln ärvdes av hans brorson Carlos O'Donnell y Abreu (1834-1903) som även han spelade en framträdande roll som general och statsman men genom sin omedgörlighet starkt bidrog till det spanska kolonialväldets undergång.